# Ford G398
Der Ford G398SAM wurde in den Jahren 1957 bis 1975 von der Bundeswehr als 3-Tonnen-Lkw eingesetzt.

## Entwicklung
Mit Aufstellung der Bundeswehr 1956 wurde auch die Beschaffung von LKW in der Klasse 3t-Nutzlast eingeplant. An dem Gesamtbeschaffungsprogramm der Lastkraftwagen sollten querschnittlich alle deutschen Anbieter teilhaben. Da aber Daimler-Benz und Magirus-Deutz zwar LKW in dieser Klasse angeboten hatten, bereits aber in anderen Segmenten Aufträge erhielten, entschied man sich für den Ford G398SAM, der zu dem noch preiswerter war.
Das Fahrgestell, nebst seitengesteuertem V8-Ottomotor, war eine Vorkriegsentwicklung von Ford (V 3000 S). Es ist vergleichsweise schmal, die Bundeswehr verlangte jedoch die Verwendung des Einheitsführerhauses und -koffers der Dreitonnenvariante. Dies veranlasste Ford, die Achsen zu verbreitern, was jedoch das Fahrverhalten im Gelände nicht deutlich verbesserte. Durch die Kombination von zu geringer Spurbreite und hohem Schwerpunkt neigte das Fahrzeug zum Umkippen.
Das mit seiner kantigen Motorhaube stark an den wesentlich größeren MAN 630 L2A/L2AE erinnernde Fahrzeug hatte einen Achtzylinder-V-Motor mit 68 kW (92 PS) Leistung und einen zuschaltbaren Allradantrieb.

## Einsatz
Von den insgesamt 8.000 gebauten Fahrzeugen waren rund 2.580 Fahrzeuge mit einem Kofferaufbau (G398SAM-S3) versehen. Dieser diente zur Verwendung des Fahrzeugs als Werkstattwagen, Feldküche, Stabsfahrzeug oder Sanitäts-KFz. Einige Fahrzeuge wurden auch als Träger für verschiedene Radargeräte verwendet. Die übrigen etwa 5.440 Fahrzeuge waren mit Pritsche und Plane/Spriegel (G398SAM) zum Materialtransport oder als Zugmaschine vorgesehen. Einige wenige Fahrzeuge wurden durch die Firma Meiller als Dreiseitenkipper gefertigt.
Mit Ausnahme einiger weniger Spezialfahrzeuge wurden die LKW bis 1975 ausgesondert. Nachfolgemodelle der Dreitonnerserie der Bundeswehr wurden nicht mehr weiterverfolgt.

## Spitzname „Nato-Ziege“
Den Spitznamen „Nato-Ziege“ erhielt der Lastwagen wohl aufgrund des an das Meckern einer Ziege erinnernden Motorengeräusches
und zudem wegen seines Verhaltens im Gelände: Infolge fehlender Stoßdämpfer bei den Pritschenfahrzeugen seien diese „gesprungen wie eine Ziege“ – bei den Fahrzeugen mit Kofferaufbau sei es ebenfalls keine Freude gewesen, abseits der Straße zu fahren – zudem habe das Fahrzeug deutlich mehr als andere Modelle dazu geneigt, in Kurven umzukippen.